# Српски конзулат у Солуну
Српски конзулат у Солуну отворен је 1887. као последица конзуларне конвенције Краљевине Србије и Османског царства. Први конзул 1887. је био Петар Карастојановић.
Данас постоји генерални конзулат Републике Србије у Солуну.

## Конзули
- 1. Петар Карастојановић од 1887.[1]
- Коста Христић од 1889. до 1890.
- Владимир Љотић од 1890.
- Тодор Станковић од 1900.
- Владимир Љотић од 1904. до 1909. поново је био конзул у Солуну
- Живојин Балугџић од 1909. до 1912.
- Jasmina Milačić од 2021. до